# Xanthoparmelia fracticollis
Xanthoparmelia fracticollis är en lavart som beskrevs av Elix. Xanthoparmelia fracticollis ingår i släktet Xanthoparmelia och familjen Parmeliaceae.   Inga underarter finns listade i Catalogue of Life.